# Dame-Marie-les-Bois
Dame-Marie-les-Bois ist eine französische Gemeinde mit 338 Einwohnern (Stand: 1. Januar 2022) im Département Indre-et-Loire in der Region Centre-Val de Loire; sie gehört zum Arrondissement Loches und zum Kanton Château-Renault. Die Einwohner werden Donnamariens genannt.

## Geographie
Dame-Marie-les-Bois liegt etwa 30 Kilometer nordwestlich von Tours. Umgeben wird Dame-Marie-les-Bois von den Nachbargemeinden Saint-Nicolas-des-Motets im Norden, Saint-Étienne-des-Guérets im Nordosten, Santenay im Osten und Nordosten, Mesland im Südosten, Cangey im Süden, Autrèche im Südwesten sowie Morand im Westen und Nordwesten.

## Bevölkerungsentwicklung
| Jahr                      | 1962 | 1968 | 1975 | 1982 | 1990 | 1999 | 2006 | 2013 |
| Einwohner                 | 304  | 274  | 247  | 225  | 235  | 275  | 345  | 332  |
| Quelle: Cassini und INSEE |      |      |      |      |      |      |      |      |

## Sehenswürdigkeiten

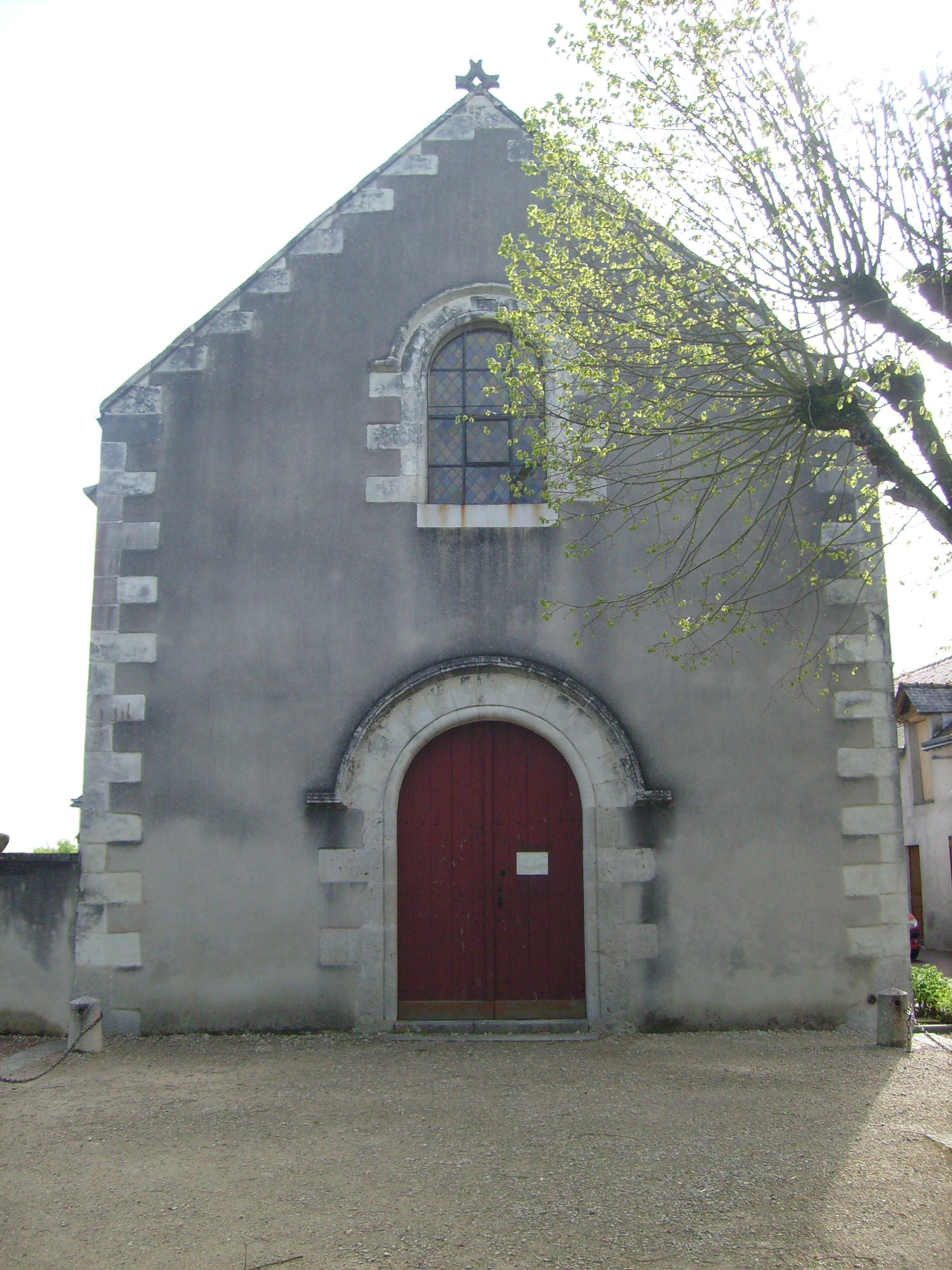
Kirche Notre-Dame

- Kirche Notre-Dame